# 梁虹
梁虹（1916年—），女，浙江杭州人，中华人民共和国政治人物，曾任中华全国民主妇女联合会委员。